# Fokker V.27
El Fokker V.27,  monoplano con alas en parasol, fue  un prototipo de avión de combate alemán diseñado por Reinhold Platz y construido por Fokker-Flugzeugwerke.
El V.27 era poco más que un V.26 ampliado (prototipo para el D.VIII) con un motor en línea de 145 kW (195 CV) Benz Bz.IIIb refrigerado por agua. Una vez más, Fokker persiguió aviones similares con motores rotativos y en línea. Fokker presentó el V.27 en la segunda competición de caza en Adlershof en mayo/junio de 1918.
El V.37 era una variante de ataque terrestre del V.27. Estaba equipado con un amplio blindaje para proteger al piloto y al motor. Ni el V.27 ni el V.37 se pusieron en producción.